# Pierre de Cambry
Pierre de Cambry (né à Tournai, vers 1587), est un homme d'Église, écrivain et éditeur des Pays-Bas espagnols.

## Biographie
Pierre de Cambry est le fils de Michel de Cambry, seigneur de Moranghes, premier conseiller de la ville de Tournai, et de Louise de Guyon. Sa parente, la Bienheureuse Jeanne de Cambry, fut religieuse à l'abbaye des Prés (1604), puis recluse à Lille et est l'auteure d'ouvrages religieux.
Licencié en droit, Pierre de Cambry fut chanoine de la cathédrale Notre-Dame de Tournai (le 9 novembre 1635), puis de Saint-Hermès de Renaix (du 30 avril 1641 au 19 novembre 1671).

## Œuvres
- Économie des Princes, Tournai, Veuve Adrien Quinqué, 1656
- Économie des Ecclésiastiques, 1656
- Abbrégé de la vie de dame Jeanne de Cambry, Anvers, 1659

## Éditions
- Jeanne de Cambry, Traité de la réforme des abus du mariage, 1655.
- Fery de Guyon, Les memoires non encor vueues du sieur Fery de Guyon, escuyer, bailly général d'Anchin, Pecquencourt, contenantes les batailles, siéges de ville, rencontres, escarmouches, où il s'est trouvé, tant en Afrique, qu'en l'Europe, pour l'Empereur Charles V, et Philippe II, roy d'Espagne, son fils de glorieuse mémoire, 1664.
- Jeanne de Cambry, Les œuvres spirituelles, 1665.